# フン族の戦い
『フン族の戦い』 (Hunnenschlacht) S.105は、フランツ・リストが作曲した11番目の交響詩である。3番目の交響詩『前奏曲』と並んで最も親しみやすい作品である。

## 概要
1855年の夏（1856年とも）に、ヴィトゲンシュタイン伯爵夫人からヴィルヘルム・フォン・カウルバッハ（Wilhelm von Kaulbach）の壁画「フン族の戦い」の複製画を寄贈されたリストは、複製画を見て感銘を受け、これを交響詩として表現しようと思い立ったことが作曲の動機である。作曲の構想を練りながら、1857年に作曲に着手し2月10日に完成された。
構想していた頃にリストはカウルバッハ本人と直接会って交流しており、また1857年頃にカウルバッハの案内でベルリンの美術館にそれらの原画を見た際、全ての原画を音楽化しようと計画を立てたが、実現したのは1曲のみであった。

## 初演
1857年12月29日に作曲者の指揮によりヴァイマルの宮廷劇場で行われた。

## 編成
ピッコロ、フルート2、オーボエ2、クラリネット2、ファゴット2、ホルン4、トランペット3、トロンボーン3、チューバ、ティンパニ、シンバル、オルガン、弦五部

## 演奏時間
約14分。（2台のためのピアノ編曲がある）

## 構成

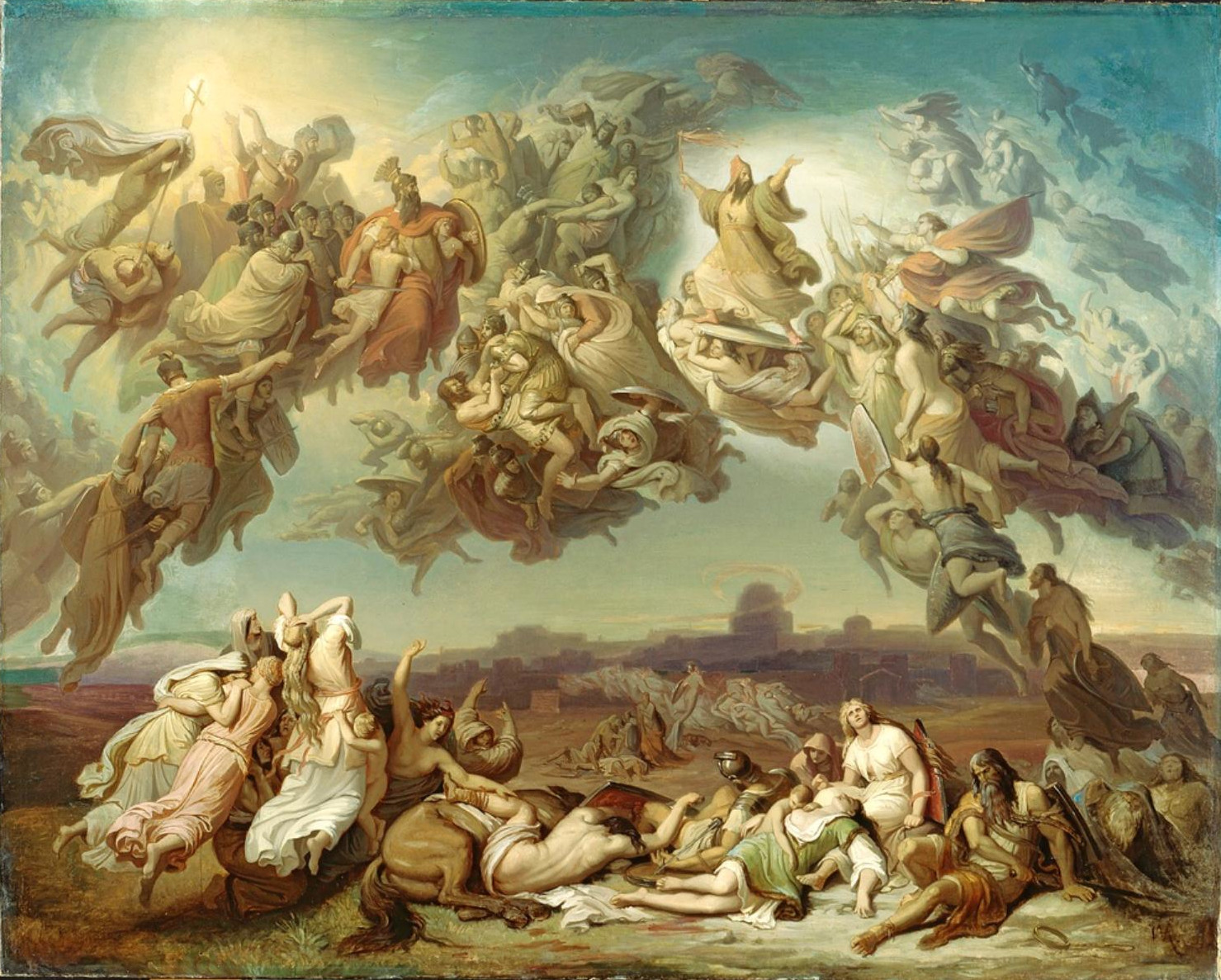
創作のもととなったカウルバッハ『フン族の戦い』

451年6月20日、現在の北フランスにおいて、アッティラ率いるフン族の軍勢と西ローマ帝国の将軍アエティウス、西ゴート王テオドリック1世らが率いる西ヨーロッパ諸民族の軍勢との間で起きた有名な「カタラウヌムの戦い」の様子を描いており、フン族は異教徒、西ヨーロッパ諸民族はキリスト教徒として描かれる。前半は異教徒が猛威をふるうが、次第にコラールの旋律が強めてくる。ここで使用されるコラールは『クルス・フィデリス(Crux fidelis)』という古いコラールである。結尾の部分はコラールの旋律が高らかに歌われ、キリスト教徒の勝利を表す。

## 参考資料
- 『リスト・バルトーク：作品集』（エルネスト・アンセルメ指揮、スイス・ロマンド管弦楽団、デッカ）の解説書
- 『名曲事典』（属啓成、音楽之友社）
- 最新名曲解説全集 補巻第1巻（平野昭 執筆 音楽之友社）ISBN 4276010314